# Xanthium
El género Xanthium reúne plantas herbáceas anuales monoicas de la familia Asteraceae. Según las fuentes, se aceptan desde dos hasta una docena de especies, de las más de 120 descritas.

## Usos y peligros
El arrancamoños común (X. strumarium) se ha convertido en muchas zonas en una mala hierba nociva, ya que invade tierras de labor envenenando al ganado poco selectivo, como los cerdos, que enferman y mueren al consumir las plantas jóvenes y las semillas, las partes más tóxicas.
[cita requerida]
Este género se ha utilizado también por sus propiedades medicinales y para elaborar tinte amarillo, en particular para teñir el cabello de color rubio.

## Taxonomía
El género fue descrito por Carlos Linneo y publicado en Species Plantarum, 2: 987, 1753. La especie tipo es Xanthium strumarium
Etimologíadel latín xanthĭum, ii derivado del griego ξάνθιον que designaba una planta que proporcionaba tintura amarilla; ya empleado por Plinio el Viejo en su Historia naturalis (24, 19) en su sentido botánico.

## Especies aceptadas
- Xanthium albinum (Widder) Scholz & Sukopp[cita requerida]
- Xanthium argenteum Widder[cita requerida]
- Xanthium catharticum Kunth[cita requerida]
- Xanthium cavanillesii Schouw ex Didr.[cita requerida]
- Xanthium inaequilaterum DC.[cita requerida]
- Xanthium natalense Widder[cita requerida]
- Xanthium orientale L.[cita requerida]
- Xanthium pungens Wallr.[cita requerida]
- Xanthium saccharatum Wallr. & Widder[cita requerida]
- Xanthium spinosum L.[2]
- Xanthium strumarium L.[1][6][2]

- Nota: Otras fuentes, basándose en estudios ya algo antiguos, consideran que solo 2 (o 3) especies son válidas (X. spinosum y X. strumarium).